# El fill d'Astèrix
El fill d'Astèrix (títol original en francès: Le Fils d'Astérix) és el vint-i-setè àlbum de la sèrie Astèrix el gal. Va ser el tercer àlbum en solitari d'Albert Uderzo, publicat en francès el 1983. El tiratge original va ser 1.700.000 exemplars.

## Sinopsi
Davant de la cabana d'Astèrix deixen abandonat de manera misteriosa un nadó. El poblet també haurà de fer front al problema (entre altres coses, perquè Obèlix accidentalment li dona per beure poció màgica). Però els gals hauran de fer front a un problema més greu: un romà està buscant desesperadament el nadó, mentre que Astèrix i Obèlix són responsables de trobar els pares d'aquest nen.

## Comentaris
- Com passa a Astèrix a Helvècia, aquesta història presenta un to fosc en existir la possibilitat que un innocent sigui assassinat. Amb la destrucció del poblet, el fracàs de Bonakara en protegir el nen i l'aparent victòria dels romans fa que l'aventura s'allunyi lleugerament de la comèdia i prengui un toc de suspens.
- Brutus i el prefecte de les Galies podrien ser caricatures de Tony Curtis i Jack Lemmon (el prefecte es transvesteix, en el que podria ser una picada d'ull a la pel·lícula Some Like it Hot)
- Astèrix i Obèlix no enfonsen el vaixell dels Pirates, sinó que aquests l'abandonen saltant per la borda (tot i que hauran de nedar dos dies fins a Brivates Portus) quan veuen que Astèrix i Obèlix s'aproven nedant.
- Abans que Cèsar envií a Brutus a Germània, li diu Et tu, Brute?, que són les paraules que li va dir abans de morir.
- Aquesta és l'única vegada en què els romans ataquen i destrueixen el poblet gal amb èxit, però per recompensar als gals que han mantingut segur al seu fill, Cèsar promet reconstruir-lo.
- El banquet final no té lloc al poblet, car aquest ha estat cremat pels romans; sinó que té lloc a la galera de la reina Cleòpatra. El bard Assegurançatòrix està lligat al pal major.